# Olof Mellberg
Erik Olof Mellberg (Gullspång, 3 de setembro de 1977) é um ex-futebolista sueco que atuava como zagueiro.

## Carreira
Mellberg integrou a Seleção Sueca de Futebol na Eurocopa de 2000, 2004, 2008 e 2012 e duas Copas do Mundo.